# Cardinham
Cardinham – wieś w Anglii, w Kornwalii. Leży 76 km na północny wschód od miasta Penzance i 337 km na zachód od Londynu. W 2001 miejscowość liczyła 588 mieszkańców.